# ام‌زد
ام‌زد (انگلیسی: MZ) شرکت موتورسیکلت‌سازی آلمانی است، که در سال ۱۹۰۶ توسط یورگن اسکافته راسموسن تأسیس شد.